# 派克峰

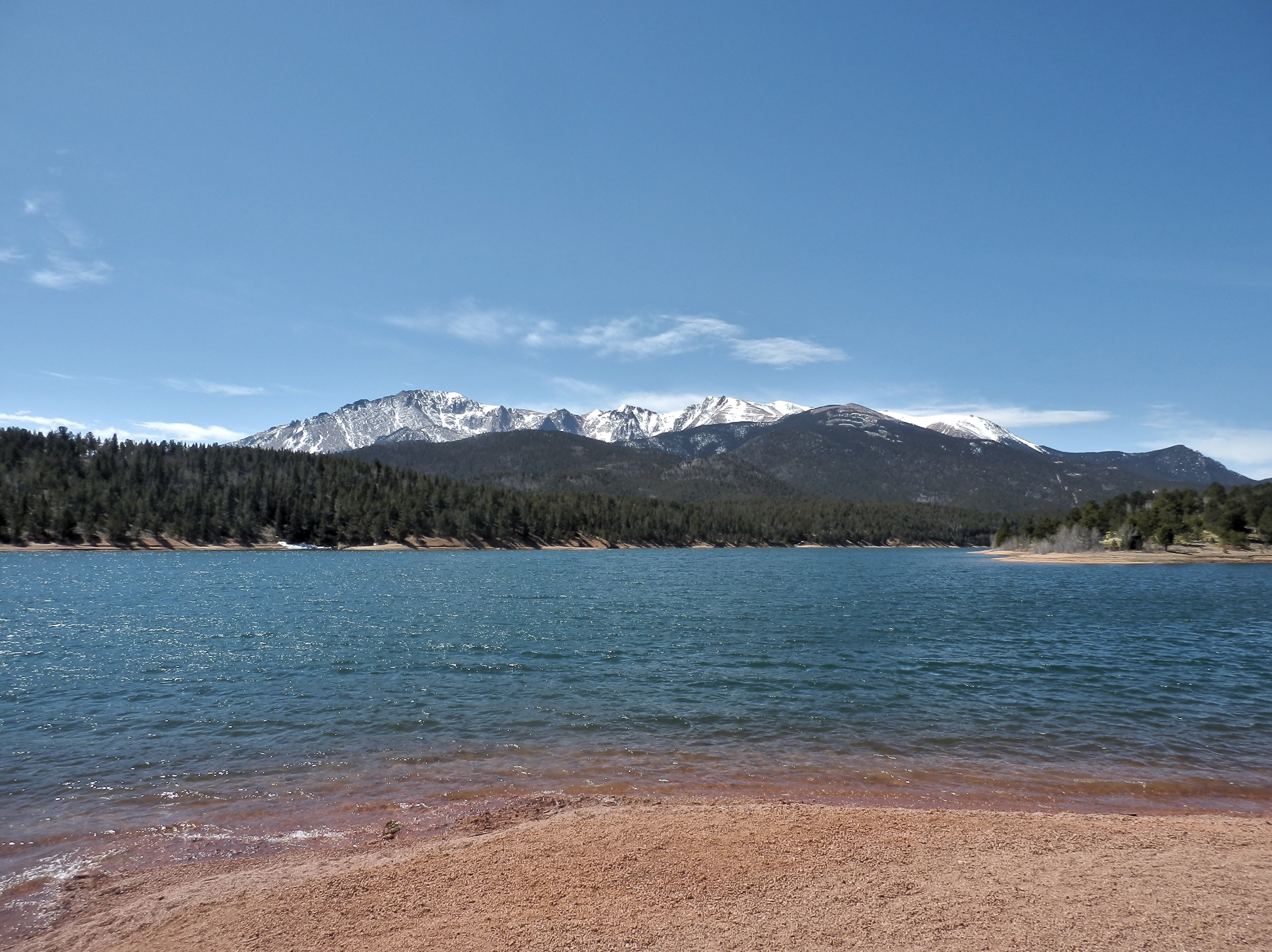

派克峰是位於美國洛基山脈的一座山峰，也是美國最著名的山峰之一。科羅拉多州東部主要都市科羅拉多泉位於派克峰山麓。派克峰山頂有眾多碳酸泉，因此發展為一個療養地。派克峰是派克峰國際爬山賽的舉辦地點。派克峰山頂比美國派克峰以東所有地區都要高。
派克峰位于科罗拉多州的厄尔巴索县（El Paso County），派克国家森林（Pike National Forest）东南角，是落基山脉（Rocky Mountains）的一座前岭山峰，距离科罗拉多州第二大城市科罗拉多斯普林斯约30英里（48公里）车程，往北距离科罗拉多州的州府丹佛（Denver）约100英里（160公里）车程。
派克峰以美国探险家西布伦·派克（Zebulon Pike）的名字命名，1961年被评定为美国国家历史地标（National Historic Landmark）。派克峰海拔14,110英尺（4,302米），高出科罗拉多斯普林斯市区约8,000英尺（2,400米），是美国大陆从东海岸一直到派克峰所在的经度范围内的最高点，即从派克峰一路往东，没有比它更高的山峰了。
派克峰因便于攀登和眺望而远近闻名，峰顶面积颇大且较为平坦，建有一座名为“派克峰顶小屋（Pikes Peak Summit House）”的咖啡店。游客可以通过乘坐齿轮火车和公路很容易的到达峰顶，具体前往方式为：
- 齿轮火车：派克峰齿轮铁路（Pikes Peak Cog Railway）有着超过125年历史，出发站位于科罗拉多斯普林斯西郊的曼尼通普林斯（Manitou Springs），地址为：515 Ruxton Ave, Manitou Springs, CO 80829（注：2018年后无限期关闭整修，预计将于2021年重新开放）
- 收费公路：派克峰公路（Pikes Peak Hwy）是一条收费公路，长19公里，入口在卡斯凯德（Cascade），以弯道多、坡度大著称，不论是上山下山，对司机经验和汽车性能都是一大考验，虽然如此，但沿途的美景和派克峰顶上那一望无际辽阔的景色，还是让许多人趋之若鹜。此外骑自行车也可以使用此公路，路旁还有很多野餐区可供随时停下修整，开放时间：如果天气状况许可，除了感恩节和圣诞节之外，派克峰公路每日开放，费用：夏季（5月-9月）成人：15美元/人，儿童（6-15岁）：5美元/人；冬季（10月-4月）成人：10美元/人，儿童（6-15岁）：5美元/人[1]

此外，派克峰还是派克峰国际爬山赛（Pikes Peak International Hill Climb，PPIHC）的举办场地，派克峰国际爬山赛每年七月举办，是全世界比赛场地海拔最高、车辆性能水准也最高的越野赛车活动之一，首度举办于1916年，除了偶尔几年曾因为战争等因素停办之外，一直持续至今，是美国历史第二悠久的车辆竞赛活动，仅次于每年在印第安纳波利斯（Indianapolis）所举行的印第500大赛（Indianapolis 500）。